# Miss Independent (canção de Kelly Clarkson)
"Miss Independent" é uma canção da cantora estadunidense Kelly Clarkson, contida em seu álbum de estreia, Thankful (2003). Composta por Clarkson, Christina Aguilera, Rhett Lawrence e Matt Morris, com a produção a cargo de Lawrence, a faixa foi lançada como o primeiro single do álbum pela RCA Records em 10 de abril de 2003, cinco dias antes do lançamento do disco. A faixa foi inicialmente planejada para o quarto álbum de Aguilera, Stripped (2002), mas acabou sendo deixada inacabada. Lawrence então continuou a compor a obra com Clarkson, que acabou a gravando.
"Miss Independent" é uma canção pop com influências R&B e funk cujas letras contam a história de uma mulher confiante que finalmente permite a si mesma abaixar suas barreiras emocionais e comunicativas para se apaixonar. O tema da autossuficiência presente na canção acabaria servindo como base para os lançamentos seguintes de Clarkson. O single recebeu, em geral, avaliações positivas da crítica especializada, embora tenha dividido opiniões pelas suas semelhanças com o estilo de Aguilera. "Miss Independent" garantiu a Clarkson sua primeira indicação ao Grammy na categoria de Melhor Performance Vocal Pop Feminina, na 46ª edição da premiação, em 2004.
O sucesso comercial da single ajudou a apresentar ao público a imagem de "garota da porta ao lado" de Clarkson, além de contribuir para a superação do rótulo de ex-vencedora do American Idol. Nos Estados Unidos, "Miss Independent" alcançou a nona posição na Billboard Hot 100. Internacionalmente, a faixa atingiu as dez primeiras colocações na Austrália, Canadá, Países Baixos e Reino Unido. Ademais, foi certificada com disco de ouro pela Recording Industry Association of America (RIAA) e pela Australian Recording Industry Association (ARIA). O videoclipe da canção, dirigido por Liz Friedlander, mostra Clarkson cantando em uma festa em casa. Clarkson apresentou "Miss Independent" pela primeira vez durante a segunda temporada do American Idol e incluiu a faixa no repertório da maioria de suas turnês.

## Antecedentes e lançamento
O produtor musical estadunidense Rhett Lawrence inicialmente ofereceu a versão preliminar da canção, então intitulada "Miss Independence", para o trio de R&B Destiny's Child, que recusou a proposta de gravá-la. Posteriormente, Lawrence colaborou com Christina Aguilera e Matt Morris para gravar "Miss Independence" para o quarto álbum de estúdio de Aguilera, Stripped (2002). No entanto, a faixa foi apenas parcialmente gravada, ainda sem ponte musical, antes que Aguilera finalizasse a criação de Stripped. A canção então foi repassada a Clive Davis e ao então empresário de Clarkson, Simon Fuller, que buscavam material para o álbum de estreia de Clarkson, Thankful (2003). Clarkson ajudou a reescrever a canção com Lawrence, e durante esse processo, um de seus diretores artísticos (A&R), Keith Naftaly, sugeriu que o título fosse alterado para "Miss Independent". A canção foi uma das quatro faixas de Thankful coescritas por Clarkson; as outras foram "The Trouble with Love Is", "You Thought Wrong" e a faixa-título "Thankful".
Há relatos contraditórios sobre como "Miss Independent" chegou a Clarkson. Em sua autobiografia, The Soundtrack of My Life (2013), Clive Davis afirmou que foi Lawrence quem entregou a faixa sem o conhecimento ou aprovação de Aguilera. Clarkson — que só descobriu o envolvimento de Aguilera e Morris ao receber o encarte de Thankful — afirmou que um dos responsáveis da gravadora escondeu deliberadamente essa informação dela para que ela não recusasse a canção; ela citou esse episódio como o primeiro exemplo de "como as pessoas simplesmente mentem ou omitem", e disse que o que mais a incomodou foi ter dado entrevistas que fizeram parecer que ela havia composto a canção apenas com Lawrence. Clarkson também declarou ao Bournemouth Daily Echo que a RCA inicialmente não queria "Miss Independent" no álbum, e que ela discutiu com a gravadora "ao ponto de literalmente chorar" para garantir que a canção fosse incluída. No livro The Soundtrack of My Life, Davis escreveu que, embora Aguilera tivesse decidido não usar a faixa, ficou "claramente irritada" por Lawrence tê-la repassado sem seu conhecimento, e somente se acalmou quando tanto "Miss Independent" quanto sua própria canção, "Beautiful", foram indicadas ao Grammy de Melhor Performance Vocal Pop Feminina, e "Beautiful" venceu. Embora Davis afirme que Aguilera ficou brava com Clarkson, Aguilera já havia esclarecido que não estava, e disse durante uma participação no programa Total Request Live que a canção foi "uma boa escolha para ela [Clarkson]... Se a música tivesse que ir para alguém, fico feliz que tenha sido para você, porque você fez justiça a ela."
"Miss Independent" foi lançada nas rádios contemporary hit radio (CHR) dos Estados Unidos pela RCA Records em 10 de abril de 2003, cinco dias antes do lançamento de Thankful. Posteriormente, foi lançada como CD single em 25 de maio, antes de sair também em formatos single de 7 polegadas, 12 polegadas e como download digital em 23 de setembro. No Reino Unido, a canção foi lançada como CD single em 25 de agosto; uma versão maxi single foi disponibilizada na Áustria e na Alemanha pela BMG em 12 de agosto. A maioria dos formatos físicos continha as interpretações de Clarkson para as canções "(You Make Me Feel Like) A Natural Woman", que também está no álbum Thankful, e "Respect". Em 2009, o single foi disponibilizado para compra como conteúdo para download nos videogames Rock Band, Rock Band 2 e Lego Rock Band.

## Composição
"Miss Independent" é uma canção pop com influências de funk e R&B. Katherine St. Asaph, do Popdust, observou que a obra "é o mais próximo que Kelly Clarkson já chegou do R&B". Clarkson afirmou que o estilo rítmico de Aguilera influenciou fortemente a faixa. Ela comentou: "Você pode ouvir muita influência dela em 'Miss Independent', especialmente no refrão. E, uma vez que você escuta a música, ela fica constantemente na sua cabeça. Acredite, eu não consigo tirá-la da minha!" Rachell Kipp, da Associated Press, escreveu que a canção "soa como uma refilmagem mal-acabada de 'Dirrty' (2002), de Aguilera". Com uma duração três minutos e trinta e cinco segundos (3:35), "Miss Independent" foi composta na tonalidade de si menor; o alcance vocal de Clarkson vai de fá sustenido de três oitavas (F♯3) a fá sustenido de cinco (F♯5).
O seu contéudo lírico aborda a história de uma mulher independente que reluta em se envolver em um relacionamento por medo de ser rejeitada; ela finalmente se permite quebrar suas barreiras emocionais e comunicativas ao começar a se apaixonar. Clarkson revelou que se identifica com "Miss Independent". Ela disse: "É muito engraçado como essa canção veio parar comigo... porque, naquela fase da minha vida, eu realmente estava passando por algo parecido", afirmou a intérprete. "Sempre fui muito reservada com trabalho e carreira. Nem era tanto com relacionamentos amorosos, era mais com amizades e permitir que as pessoas se aproximassem, sabe? Então foi meio estranho, porque eu estava passando exatamente por isso na época — por isso foi muito fácil para mim escrever a ponte da canção."

## Recepção crítica
"Miss Independent" foi elogiada por distanciar Clarkson do seu rótulo de ex-vencedora do American Idol, mas alguns analistas criticaram a semelhança do single com algumas faixas do álbum Stripped. Brian Hiatt, da Entertainment Weekly, observou que "sua sonoridade R&B pesada pode chocar os fãs que se apegaram à suave 'A Moment Like This'. 'Miss Independent' começa com Clarkson cantando num gemido rouco sobre uma batida de hip-hop marcante, e então explode em um refrão impulsionado por acordes potentes no estilo diva disco, que lembra 'Stronger', de Britney Spears". A Rolling Stone escreveu: "'A Moment Like This' era exatamente o tipo de balada açucarada e genérica que os críticos esperavam de uma vencedora de reality show; talvez por isso seu sucessor incisivo, 'Miss Independent', tenha sido uma surpresa tão grande". Stephen Thomas Erlewine, da AllMusic, disse que a canção "conseguiu fazer Kelly Clarkson parecer mais jovem e descolada sem sexualizá-la como Christina Aguilera (que, ironicamente, coescreveu 'Miss Independent', o primeiro single de Thankful), ao mesmo tempo em que manteve um forte senso de construção melódica". Sal Cinquemani, da Slant Magazine, comentou que o single "dá a Clarkson o toque jovem de que ela precisava desesperadamente para equilibrar o conteúdo meloso de Adult Contemporary de músicas como 'Anytime' e 'A Moment Like This'". Cinquemani também acrescentou: "'Miss Independent' não é 'Dirrty', mas prova que, se alguém pode cantar melhor do que Aguilera, esse alguém é Clarkson". Em 5 de março de 2013, a Billboard classificou a obra na 16ª posição da lista dos "100 Maiores Sucessos do American Idol de Todos os Tempos".
Howard Cohen, do The Baltimore Sun, escreveu: "A enérgica 'Miss Independent', com estilo R&B, soa como o excesso retirado da versão mais robusta de 'Fighter', de Aguilera — o que pode muito bem ser o caso, já que ela coescreveu ambas as músicas". Já Elysa Gardner, do USA Today, foi mais crítica, chamando a canção de "ofegante" e "sem vida". Gardner ainda acrescentou que a obra "soa menos como um tema forte e ousado de uma mulher vulnerável, como se propõe a ser, e mais como um descarte de Christina Aguilera — o que, basicamente, ela é".

## Desempenho comercial
Na semana encerrada em 3 de maio de 2003, "Miss Independent" apareceu pela primeira vez em uma parada da Billboard, a Bubbling Under Hot 100, na 23ª posição. Em seguida, estreou na Mainstream Top 40 na semana seguinte, por fim liderando esse gráfico por seis semanas a partir da semana de 28 de junho de 2003. A faixa estreou na parada principal Billboard Hot 100 na semana de 17 de maio de 2003, na 61ª posição, alcançando o pico de número nove por duas semanas consecutivas a partir de sua décima semana, tornando-se o segundo single de Clarkson a entrar nos dez primeiros lugares nos Estados Unidos. O single permaneceu na parada por um total de vinte semanas, passando sua última semana na posição 43 na semana de 27 de setembro de 2003, antes de se tornar recorrente na semana seguinte. Também entrou nas paradas Adult Top 40 e Adult Contemporary, alcançando as posições 14 e 28, respectivamente. O sucesso do single ocorreu numa época em que as paradas da Billboard favoreciam mais as rádios R&B e rítmicas do que as estações pop. Até setembro de 2017, "Miss Independent" vendeu mais de 1 milhão e 35 mil cópias digitais nos Estados Unidos; foi certificada com disco de ouro pela Recording Industry Association of America (RIAA) em 2006.
Internacionalmente, "Miss Independent" também foi um sucesso comercial, tornando-se o primeiro single de Clarkson a entrar nas paradas fora da América do Norte. Na Austrália, estreou na 17ª posição em agosto de 2003, alcançando eventualmente a quarta posição após Clarkson apresentar a faixa na final da NRL de 2003 no Stadium Australia, em 5 de outubro de 2003. Tornou-se seu single de maior sucesso na Austrália junto com "Since U Been Gone" (2004), antes de ser superado por "Mr. Know It All", que liderou a parada em 2011. A Australian Recording Industry Association (ARIA) certificou o single com disco de ouro, equivalente a 35 mil unidades. No Reino Unido, "Miss Independent" estreou e alcançou o pico de número seis na UK Singles Chart em agosto de 2003. Nos Países Baixos, a canção estreou na Dutch Top 40 na 27ª posição, atingindo o pico de número nove. A canção também entrou nas paradas da Áustria (39ª), Alemanha (52ª), Irlanda (11ª), Suécia (25ª) e Suíça (44ª).

## Videoclipe
O videoclipe que acompanha a música foi filmado em Los Angeles por Liz Friedlander, que não conhecia Clarkson na época. Friedlander comentou: "Sinceramente, eu nunca assisti ao American Idol, então não tinha uma ideia pré-concebida sobre ela." Sobre o clipe, ela disse: "A canção é explosiva, jovem e tem algumas batidas eletrônicas legais, então tiramos o estilo visual diretamente da música." Clarkson acrescentou: "Vai ser mais a Kelly Clarkson artista, e não a [Kelly Clarkson] do American Idol." O vídeo mostra a intérprete se apresentando em uma festa numa casa, de forma reversa — começando na manhã seguinte e voltando até a noite anterior, onde ela aparece atraída por um "surfista" que continua aparecendo nos espelhos. Friedlander acrescenta: "E no final — talvez — eles fiquem juntos." O videoclipe estreou na MTV dos Estados Unidos em 2 de junho de 2003. O vídeo recebeu três indicações no MTV Video Music Awards de 2003 — Artista Revelação, Melhor Vídeo de Pop e Escolha do Público.

## Apresentações ao vivo
Clarkson estreou "Miss Independent" na segunda temporada do American Idol em maio de 2003. Ao longo de 2003, ela apresentou a canção em diversos eventos televisivos, incluindo a temporada inaugural do Australian Idol, The Late Show with David Letterman e The Late Late Show with Craig Kilborn. A cantora também interpretou o 'single em eventos esportivos, notavelmente na NRL Grand Final no Stadium Australia em 5 de outubro de 2003. Desde então, Clarkson incluiu a canção no repertório de suas turnês, chegando até a nomear a sua turne em parceira com Clay Aiken como Independent Tour (2004). Em 2012, ela apresentou um medley de suas canções no 40º Aniversário do American Music Awards, começando com "Miss Independent", seguida por "Since U Been Gone", "Stronger (What Doesn't Kill You)" e "Catch My Breath".

## Faixas e formatos
| "Miss Independent" – Download digital |                                            |         |  |
| N.º                                   | Título                                     | Duração |  |
| 1.                                    | "Miss Independent" (Junior Vasquez Tribal) | 9:20    |  |

| "Miss Independent" – Enhanced CD single |                                           |         |  |
| N.º                                     | Título                                    | Duração |  |
| 1.                                      | "Miss Independent"                        | 3:35    |  |
| 2.                                      | "(You Make Me Feel Like) A Natural Woman" | 2:36    |  |
| 3.                                      | "Miss Independent" (MaUVe Mix)            | 7:55    |  |
| 4.                                      | "Miss Independent" (Videoclipe)           | 3:35    |  |

| "Miss Independent" – vinil de 12 polegadas |                                               |         |  |
| N.º                                        | Título                                        | Duração |  |
| 1.                                         | "Miss Independent" (Junior's Kelly Rock Mix)  | 9:04    |  |
| 2.                                         | "Miss Independent" (Hani's Extended Club Mix) | 9:08    |  |

| "Miss Independent" – vinil de 7 polegadas |                    |         |  |
| N.º                                       | Título             | Duração |  |
| 1.                                        | "Miss Independent" | 3:35    |  |
| 2.                                        | "Low"              | 3:29    |  |

| "Miss Independent" – CD-Maxi single |                                           |         |  |
| N.º                                 | Título                                    | Duração |  |
| 1.                                  | "Miss Independent"                        | 3:35    |  |
| 2.                                  | "Respect"                                 | 2:15    |  |
| 3.                                  | "(You Make Me Feel Like) A Natural Woman" | 2:36    |  |

| "Miss Independent" – fita cassete |                                           |         |  |
| N.º                               | Título                                    | Duração |  |
| 1.                                | "Miss Independent"                        | 3:35    |  |
| 2.                                | "(You Make Me Feel Like) A Natural Woman" | 2:36    |  |
| 3.                                | "Miss Independent" (MaUVe Mix)            | 7:55    |  |

| "Miss Independent" – CD single inernacional |                                            |         |  |
| N.º                                         | Título                                     | Duração |  |
| 1.                                          | "Miss Independent" (MaUVe Full Vocal Mix)  | 3:32    |  |
| 2.                                          | "Miss Independent" (Shanghai Surprise Mix) | 7:33    |  |
| 3.                                          | "Miss Independent" (MaUVe Dub)             | 7:55    |  |
| 4.                                          | "Miss Independent"                         | 3:35    |  |

## Paradas musicais
| Parada musical (2003)                             | Melhor posição |
| ------------------------------------------------- | -------------- |
| Alemanha (GfK Entertainment Charts)               | 52             |
| Austrália (ARIA)                                  | 3              |
| Áustria (Ö3 Austria Top 40)                       | 39             |
| Bélgica (Ultratip Bubbling Under de Flandres)     | 9              |
| Escócia (Scottish Singles Chart)                  | 5              |
| Estados Unidos (Billboard Hot 100)                | 9              |
| Estados Unidos (Adult Contemporary )              | 28             |
| Estados Unidos (Billboard Adult Top 40)           | 14             |
| Estados Unidos (Billboard Dance/Mix Show Airplay) | 11             |
| Estados Unidos (Billboard Mainstream Top 40)      | 1              |
| Irlanda (IRMA)                                    | 11             |
| Países Baixos (Dutch Top 40)                      | 9              |
| Países Baixos (Dutch Charts)                      | 27             |
| Suécia (Sverigetopplistan)                        | 25             |
| Suíça (Schweizer Hitparade)                       | 44             |
| Reino Unido (UK Singles Chart)                    | 6              |

| Parada musical (2003)                        | Posição |
| -------------------------------------------- | ------- |
| Austrália (ARIA)                             | 53      |
| Países Baixos (Dutch Top 40)                 | 80      |
| Estados Unidos (Billboard Hot 100)           | 44      |
| Estados Unidos (Billboard Adult Top 40)      | 44      |
| Estados Unidos (Billboard Mainstream Top 40) | 14      |
| Reino Unido (UK Singles Chart)               | 119     |

## Certificações
| Região                                          | Certificação | Vendas   |
| ----------------------------------------------- | ------------ | -------- |
| Austrália (ARIA)                                | Ouro         | 35 000^  |
| Estados Unidos (RIAA)                           | Ouro         | 500 000^ |
| ^ distribuições baseadas apenas na certificação |              |          |